# Întreprinderea Optică Română

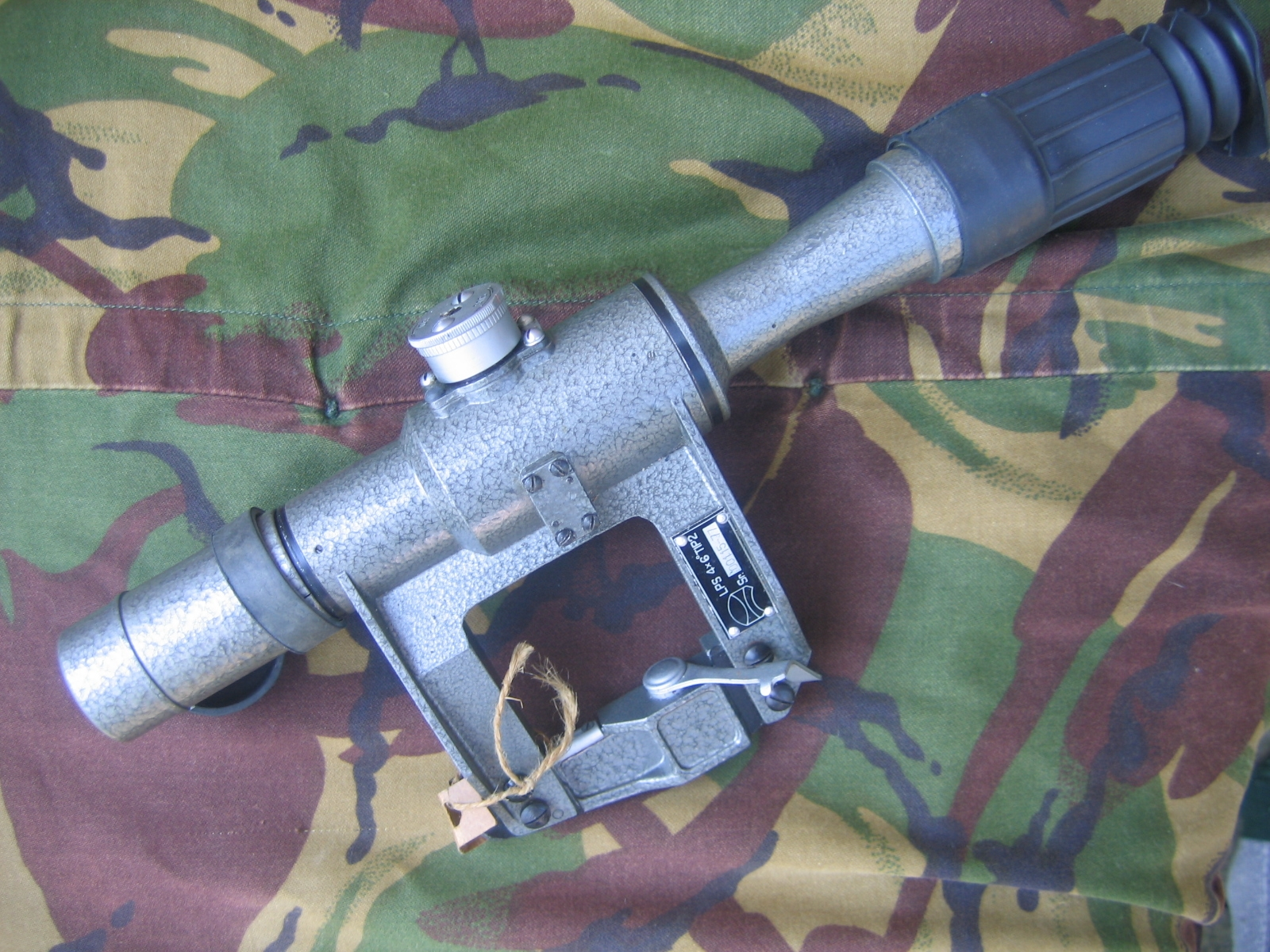
Lunetă LPS Tip 2 fabricată de IOR.

Întreprinderea Optică Română (IOR) București este o companie producătoare de aparatură optică din România.
A fost înființată în 1936 și este singura societate autohtonă cu tradiție în proiectarea și realizarea de aparatură opto-mecanică.
În 1941, a fost militarizată și a lucrat cu precădere pentru armată.
După 1949, aici s-au produs primele lentile de ochelari, în 1951 a fost realizat primul microscop didactic, iar în 1954 - primul aparat foto. Aparatul s-a numit „Optior”, dar din 1965, i s-a schimbat numele în „Orizont Amator”.

## Acționariat
Compania este controlată de AVAS, cu 86,7% din acțiuni, un alt acționar important fiind SIF Muntenia, cu un pachet de 7,87% din titluri.
Acțiunile companiei sunt tranzacționate pe piața Rasdaq.

### Cifra de afaceri
- 2013: 18,8 milioane lei[5]
- 2007: 5,3 milioane euro (17,7 milioane lei)[3]

### Venit net
- 2007: 1 milioane euro (3,5 milioane lei)[3]
- 2006: 9.800 de euro (34.700 de lei)[3]